# Ивана Недовић
Ивана Недовић (Ниш, 7. март 1962) српска је позоришна глумица.

## Живот
Ивана Недовић је рођена у Нишу, 7. марта 1962. године. Глумом је почела да се бави у омладинском позоришту „Трећа половина“. Са двадесет једном годином, од 3. марта 1983. године, је била професионално ангажована у Позоришту лутака Ниш. Ивана је 1990. године са супругом Мирољубом преузела Scene Off Teatar „Трећа половина“ из Ниша и данас је са њим уметнички руководилац. На позив Народног позоришта гостовала је у представи Галеб. Награда за улогу Нине Заречне у тој представи била је пресудна за прелазак у Народно позориште Ниш, чији је члан од 1991. године. У овом позоришту до сада је одиграла више од 50 улога. Члан је „Удружења драмских уметника Србије“. Удата је за глумца Мирољуба Недовића, са којим има две кћери. Живи и ради у Нишу.

## Улоге
Ивана Недовић је глумила у следећим позоришним представама и у представама позоришта лутака:

### Позориште
2006.
- Иза кулиса, улога: Попи Нортон Тејлор и инспицијент, премијера 5. јун 2006, Народно позориште Ниш,

2007.
- Дундо Мароје, улога: Баба, премијера 28. новембар 2007, Народно позориште Ниш,

2008.
- Не очајавајте никад, улога: Адел Арсен, премијера 5. октобар 2008, Народно позориште Ниш,

2010.
- Виолиниста на крову, улога: Голде, млекаџијина жена, премијера 11. март 2010, Народно позориште Ниш,
- Исидора, улога: Исидора Данкан, премијера 10. мај 2010, Народно позориште Ниш,
- Еуфеммеизам, премијера 16. октобар 2010, Народно позориште Ниш,

2011
- Ниш-експрес, улога: Дока и Митке, премијера 1. јун 2011, Народно позориште Ниш[7],
- Истина, премијера 1. новембар 2011, Народно позориште Ниш,

2012
- Шмизле - женски бенд, премијера 28. јануар 2012, Омладинско позориште „Трећа половина“ Ниш,
- Сунце туђег неба, премијера 3. септембар 2012, Пулс театар,
- Траг, улога: Гроздана, премијера 27. новембар 2012, Народно позориште Ниш[8],

2014
- Мала, улога: Божидарка Кнежевић, премијера 11. март 2014, Народно позориште Ниш[9][б],
- Дванаест гневних жена, премијера 23. децембар 2014, Народно позориште Ниш[10],

2015
- Господар никако да дође, Дом културе Чачак,[11]
- Развојни пут Боре Шнајдера, улога: Розика,
- Бура, улога: Дух[12],
- Маде ин Ниш.[13]

### Позориште лутака
- Симфонија у болу, улога: Розалија, премијера 8. децембар 1988, Позориште лутака Ниш.[14]

## Режија
- Траг, премијера 27. новембар 2012, Народно позориште Ниш.[8][11]

## Награде
- Награда за глумачко остварење на двадесет другим сусретима професионалних позоришта лутака Србије у Нишу, 1989. године, за улогу Розалије у представи Симфонија у болу, Александра Поповића.[15][14]
- Награда за колективну игру и анимацију на двадесет трећим сусретима професионалних позоришта лутака Србије у Суботици, 1990. године, за представу Ђиља Петре.[16][в]
- Награда публике и стручног жирија за улогу Нине Заречне у представи Галеб, Антона Павловича Чехова, на сусретима „Јоаким Вујић“ у Ужицу 1991. године.
- Награда града Ниша за посебна достигнућа у култури.[1]
- Годишња награда Нишког народног позоришта за улогу Исидора Данкан у представи Исидора, 2011. године.